# Мышьяковистая кислота
Мышьяко́вистая кислота́ — слабая неорганическая кислота, с химической формулой HAsO2 (ме́тамышьяко́вистая кислота) или H3AsO3 (о́ртомышьяко́вистая кислота), существующая только в растворе: при выпаривании образуется ангидрид — оксид мышьяка(III), и вода. Высокотоксична, как и многие другие неорганические соединения мышьяка.
Оказывает некротизирующее действие на ткани живых организмов, поэтому в виде сильно разбавленных растворов применяется в стоматологии, как правило, для «убивания нерва зуба». При этом к стоматологической пасте обязательно прибавляется антисептик (тимол, карболовая кислота или какой-то иной), поскольку мышьяковистая кислота обладает недостаточным антисептическим действием.

## Получение
Мышьяковистую кислоту получают по реакции взаимодействия оксида мышьяка(III) либо галогенидов мышьяка(III) с водой:
{\displaystyle {\mathsf {As_{2}O_{3}+H_{2}O\rightarrow 2HAsO_{2}}}}
{\displaystyle {\mathsf {AsCl_{3}+2H_{2}O\rightarrow HAsO_{2}+3HCl}}}

## Химические свойства
Мышьяковистая кислота при прокаливании разлагается:
{\displaystyle {\mathsf {2HAsO_{2}\rightarrow As_{2}O_{3}+H_{2}O}}}
Мышьяковистая кислота является слабой кислотой:
{\displaystyle {\mathsf {HAsO_{2}\rightleftarrows H^{+}+AsO_{2}^{-}}}}
Проявляет признаки амфотерности, взаимодействуя как с сильными кислотами, так и со щелочами.
{\displaystyle {\mathsf {HAsO_{2}+KOH\rightarrow KAsO_{2}+H_{2}O}}}
{\displaystyle {\mathsf {2HAsO_{2}+3H_{2}SO_{4}\rightarrow As_{2}(SO_{4})_{3}+4H_{2}O}}}
Мышьяковистая кислота выступает восстановителем, окисляясь до мышьяковой кислоты:
{\displaystyle {\mathsf {HAsO_{2}+Cl_{2}+2H_{2}O\rightarrow H_{3}AsO_{4}+2HCl}}}
Соли мышьяковистой кислоты — арсениты, обычно, плохо растворимы в воде. Хорошо растворимы соли щелочных металлов (кроме лития). В водных растворах они гидролизуются.
Мышьяковистую кислоту и её соли используют в медицине (в стоматологии), для получения мышьяковой кислоты и арсонатов, а также для получения некоторых видов стекла; как восстановители во многих синтезах и в сельском хозяйстве для борьбы с грызунами.